# Håltjärnet, Dalsland
Håltjärnet är en sjö i Bengtsfors kommun i Dalsland och ingår i Göta älvs huvudavrinningsområde. Sjön har en area på 0,348 kvadratkilometer och ligger 110,5 meter över havet. Sjön avvattnas av vattendraget Årbolsälven (Gottarsbyälven).

## Delavrinningsområde
Håltjärnet ingår i det delavrinningsområde (655597-128918) som SMHI kallar för Ovan Holtaneälven. Medelhöjden är 140 meter över havet och ytan är 6,94 kvadratkilometer. Räknas de 7 avrinningsområdena uppströms in blir den ackumulerade arean 47,37 kvadratkilometer. Årbolsälven (Gottarsbyälven) som avvattnar avrinningsområdet har biflödesordning 3, vilket innebär att vattnet flödar genom totalt 3 vattendrag innan det når havet efter 210 kilometer. Avrinningsområdet består mestadels av skog (80 procent). Avrinningsområdet har 0,69 kvadratkilometer vattenytor vilket ger det en sjöprocent på 9,9 procent.